# Heinrich Schlögl
Heinrich Schlögl (* 1. November 1885) war ein sudetendeutscher Regierungsbeamter und Landrat.

## Leben und Wirken
Nach dem Schulbesuch studierte Schlögl und promovierte. Er legte am 9. Januar 1915 die große Staatsprüfung ab.
Nach der im Oktober 1938 erfolgten Besetzung der Grenzgebiete der Tschechoslowakei durch das Deutsche Reich und der Bildung des Reichsgaus Sudetenland wurde Schlögl am 1. Oktober 1939 zum Oberregierungsrat ernannt. Als solcher war er zunächst beim Regierungsbezirk Eger mit Sitz in Karlsbad tätig. Schon bald wurde er in den Landkreis Bischofteinitz abgeordnet. Er übernahm die Funktion des Landrates. Als solcher übergab er am 6. Mai 1945 gemeinsam mit Bürgermeister Eduard Hönl kampflos der einrückenden US-Armee, von der er zunächst im Amt belassen wurde.